# Peter Van den Begin
Peter Van den Begin (Berchem, 25 oktober 1964), voluit Peter Alfons Christiaan Van den Begin, is een Belgisch acteur en regisseur.

## Biografie
Van den Begin studeerde aan de Studio Herman Teirlinck maar maakte zijn studies nooit af, net zoals acteur Filip Peeters, die samen met hem in datzelfde jaar zat. Van den Begin heeft in tal van Vlaamse televisieseries en films gespeeld in een hoofdrol, bijrol of gastrol.
Daarnaast regisseert hij, schrijft hij scenario's en doet hij aan theater. Van den Begin werkt vaak samen met de Belgische acteur Stany Crets, die tevens ook zijn beste vriend is.
Van den Begin is ook te zien in de videoclip van het nummer Waves van Dimitri Vegas & Like Mike vs. W&W.
In 2010 was Van den Begin samen met zijn danspartner Kimberly Smith te zien in het vierde seizoen van Sterren op de Dansvloer op VTM, waar hij de vierde plaats wist te bemachtigen.
In 2025 was Peter Van den Begin samen met Jonas Van Geel de presentator van het vierde seizoen van Dancing with the Stars op VTM. In de finale haalde hij zijn beste dance moves nog eens boven met vier danseressen tegelijkertijd. De eerste drie seizoenen van Dancing with the Stars werden op Play4 uitgezonden met andere presentatoren.

## Carrière

### Theater
- 1984: De Straat
- 1986: Droomspel
- 1989: De meeuw
- 1991: Wilde Lea
- 1993: All for love
- 1993: Joko
- 2002: De krippel
- 2002: Bloedarm
- 2006: Licht aan! A.U.B.
- 2017: Risjaar Drei

### Musicals
- 2010-2011: Oliver!
- 2023: Red Star Line[2]

### Filmografie
| Anno       | Productie                        | Rol                                  |
| ---------- | -------------------------------- | ------------------------------------ |
| 1979       | Het sprookjestheater             |                                      |
| 1986       | Paniekzaaiers                    | secretaris                           |
| 1989       | Zapp                             | presentator                          |
| 1991       | De getemde feeks                 | Gremio                               |
| 1991       | De bossen van Vlaanderen         | koetsier van barones de Halleux      |
| 1993       | De zevende hemel                 | Claude                               |
| 1993       | Moeder, waarom leven wij?        | Mario                                |
| 1994       | Kats & Co                        |                                      |
| 1995       | Hoogste tijd                     | Etienne                              |
| 1995       | Ons geluk                        | psychiater                           |
| 1995       | De (v)liegende doos              | Presentator                          |
| 1996       | De tijdreiziger                  |                                      |
| 1996       | Alles moet weg                   | Andreeke                             |
| 1997       | Kulderzipken                     | de Kardigraaf                        |
| 1997       | Windkracht 10                    | kapitein Sie                         |
| 1998       | Dief!                            | George                               |
| 1998       | Le bal masqué                    | Peter Daerden                        |
| 1998       | De Raf en Ronny Show             | Ronny Rademaekers                    |
| 1998       | Verbrande aarde                  | Jos                                  |
| 1998       | Out                              |                                      |
| 1998       | Heterdaad                        | Guy Renquin                          |
| 1999       | Raf en Ronny II                  | Ronny Rademaekers                    |
| 1999       | Film 1                           | Willem Wallyn                        |
| 1999       | Wooww                            |                                      |
| 1999       | Kaas                             | Van der Zijpen Junior                |
| 2000       | Zoenzucht                        |                                      |
| 2000       | Team Spirit                      | Eddy                                 |
| 2000       | Plop in de Wolken                | Kabouter Jeuk                        |
| 2000       | Penalty                          | Thierry                              |
| 2001       | Raf en Ronny III                 | Ronny Rademaekers                    |
| 2001       | Bruxelles mon amour              | Jens                                 |
| 2001       | De verlossing                    | Johnny                               |
| 2001       | Mariahout                        |                                      |
| 2001       | Debby en Nancy Laid Knight       | Debby                                |
| 2002       | Hop                              | Simon                                |
| 2003       | Verder dan de maan               | Kneutje                              |
| 2003       | Team Spirit 2                    | Eddy                                 |
| 2004       | De duistere diamant              | Tante Sidonia                        |
| 2004       | Sketch à gogo                    | verschillende rollen                 |
| 2004       | 10 jaar leuven kort              |                                      |
| 2004       | Erik of het klein insectenboek   | duizendpoot                          |
| 2005       | Lepel                            | ballonvaarder                        |
| 2005       | Vet Hard                         | Vuk                                  |
| 2005       | Enneagram                        | Hendrick                             |
| 2005       | Een ander zijn geluk             | Mark                                 |
| 2005       | Als 't maar beweegt              | Frans Gheysen                        |
| 2005       | Buitenspel                       | scheidsrechter                       |
| 2005       | Team Spirit - de serie II        | Eddy                                 |
| 2005       | De Parelvissers                  | acteur                               |
| 2005       | Matroesjka's                     | Raymond Van Mechelen                 |
| 2007       | Firmin                           | Jespers                              |
| 2007       | Debby & Nancy's happy hour       | Debby                                |
| 2008       | Matroesjka's 2                   | Raymond Van Mechelen                 |
| 2008       | Dirty Mind                       | David Vandewoestijne                 |
| 2008       | Fans                             | Beatrijs, Elvis Seghers, Luc Renders |
| 2008       | Wit licht                        | François Lama                        |
| 2009       | Suske en Wiske: De Texas Rakkers | Rik (stem)                           |
| 2009       | Anubis en de wraak van Arghus    | Arghus                               |
| 2009       | Oud België                       | Marcel                               |
| 2009       | True West                        | Lee                                  |
| 2009       | Peter & De Wolf                  | Verteller                            |
| 2010       | Frits & Freddy                   | Frits Frateur                        |
| 2010       | Oliver!                          | Fagin                                |
| 2011       | Peter & De Wolf                  | Verteller                            |
| 2012       | Kiekens                          | Detlev Damen, Roger                  |
| 2012       | Allez, Eddy!                     | André                                |
| 2012       | Meneer Braker                    | meneer Braker                        |
| 2012       | La cinquième saison              | Marcel                               |
| 2012       | Deadline 14/10                   | Bert Coenen                          |
| 2012       | Historium Brugge                 | Wieland Lauweryn                     |
| 2012       | Debby & Nancy's Warme Wintershow | Debby                                |
| 2013       | Frits & Franky                   | Frits Frateur                        |
| 2013       | Met man en macht                 | Vic Willems                          |
| 2014       | Zingaburia                       | De Grote Grommofoon                  |
| 2014       | Kenau                            | Jacob Van der Does                   |
| 2014       | Deadline 25/5                    | Bert Coenen                          |
| 2014       | Waste Land                       | Johnny Rimbaud                       |
| 2014       | Amateurs                         | zichzelf                             |
| 2014       | Lang Leve...                     | Jacques d'Ancona                     |
| 2014       | Hollands Hoop                    | Dimitri Dugour                       |
| 2014       | Wiplala                          | Walter                               |
| 2014       | Bowling Balls                    | Fikko                                |
| 2015       | Kidnep                           | chauffeur                            |
| 2015       | D'Ardennen                       | Robert                               |
| 2015       | Penoza                           | Mark van den Bergen                  |
| 2016       | Den elfde van den elfde          | Frank Geunings                       |
| 2016       | Auwch_                           | zichzelf                             |
| 2016       | Everybody Happy                  | Ralph Hartman                        |
| 2016       | King of the Belgians             | Nicolas III, koning der Belgen       |
| 2016       | Pippa                            | Danny                                |
| 2016       | Hampi                            | Rudy                                 |
| 2017       | Storm: Letters van Vuur          | Frans van der Hulst                  |
| 2017       | Dode hoek                        | Jan Verbeeck                         |
| 2017       | Hollands Hoop                    | Dimitri Dugour                       |
| 2017       | De dag dat mijn huis viel        | Hein                                 |
| 2017       | Tabula rasa                      | Jan "Vronsky" Peeters                |
| 2018       | De infiltrant                    | Marc Potvin                          |
| 2019       | Eigen kweek                      | René Vanderlinden                    |
| 2019       | Studio Tarara                    | Jean Van Hoof                        |
| 2019       | Adoration                        | Oscar Batts                          |
| 2019       | The Barefoot Emperor             | king Nicolas                         |
| 2019       | Callboys                         | Serge Leveque                        |
| 2019       | Missing Link                     | Sir Lionel Frost                     |
| 2020       | Hollands Hoop                    | Dimitri Dugour                       |
| 2020       | L'ennemi                         | Dirk                                 |
| 2021, 2023 | Fair Trade                       | Patrick Paternoster                  |
| 2021       | Lockdown                         | Piet                                 |
| 2021       | SpaceBoy                         | bewaker                              |
| 2021       | Before we die                    | Etienne Declerck                     |
| 2021       | Earwing                          | vreemdeling                          |
| 2022, 2024 | Pandore                          | Peter van Maaren                     |
| 2022       | L'Employée du mois               | Patrick                              |
| 2022       | Des gens bien                    | Serge Vandersteen                    |
| 2022       | Les Amateurs                     | Marat Milankovitch                   |
| 2023       | 1985                             | Herman Vernaillen                    |
| 2023       | Bonnard, Pierre et Marthe        | Alfred Edwards                       |
| 2023       | F*** You Very, Very Much         | Onthaal ziekenhuis                   |
| 2023       | Antigang: La Relève              | Dutso Kovo                           |
| 2023       | Everybody Loves Diamonds         | Simon Van De Velde                   |
| 2023       | De twaalf                        | Frank Dedoncker                      |
| 2024       | Waarom Wettelen?                 | Bas                                  |
| 2025       | Dood Spoor                       | Edwin ‘Ed’ Bex                       |

### Scenario's
Samen met Stany Crets:
- 1998: De Raf en Ronny Show
- 1999: Raf en Ronny II
- 2001: Debby en Nancy Laid Knight
- 2001: Raf en Ronny III
- 2004: Sketch à gogo
- 2005: Als 't maar beweegt
- 2007: Debby & Nancy's happy hour
- 2009: Kiekens

## Prijzen en erkenning
- 2018: Prijs voor beste acteur op de Les Magrittes du Cinéma voor zijn rol van koning Nicolas III in King of the Belgians, de filmprijzen in Franstalig België.[4]

## Privé
Van den Begin is getrouwd met actrice Tine Reymer. Samen hebben ze twee dochters.